# Casino Royale (film fra 2006)
 Denne artikel omhandler en film fra 2006. Opslagsordet har også en anden betydning, se Casino Royale (flertydig).
Casino Royale er en britisk actionfilm fra 2006. Filmen er den 21. i EON Productions serie om den hemmelige britiske agent James Bond, der blev skabt af Ian Fleming. Hovedrollen spilles for første gang af Daniel Craig. Den danske skuespiller Mads Mikkelsen spiller skurken Le Chiffre, og Jesper Christensen spiller Mr. White. Filmen er instrueret af Martin Campbell, der også instruerede James Bond-filmen GoldenEye fra 1995.
Filmen er baseret på Ian Flemings roman Casino Royale, som han skrev som den første af fjorten James Bond-bøger i 1953. Den er tidligere blevet lavet som et afsnit i en tv-serie i 1954 og som en farce i 1967. Alle tre er officielle filmatiseringer af bogen, men 2006-versionen er den eneste af dem, der hører til serien af Bond-film fra EON Productions.
Filmen er et reboot af Bond-universet. Handlingen i filmen skal ikke forestille at foregå før handlingen i den første James Bond-film Dr. No fra 1962, hvilket ville være tilfældet, hvis det var en prequel; i stedet foregår handlingen i nutiden og i en virkelighed, hvor intet i de foregående Bond-film er sket. Alligevel anses filmen af EON Productions for at være den 21. i rækken af Bond-film.
Det var den mest sete film i Danmark i 2006 med 700.000 solgte billetter, hvilket var 80.000 mere end der blev solgt til nummer to Da Vinci Mysteriet.

## Plot
Ved filmens begyndelse er James Bond på en mission i Prag for at dræbe Dryden, der er afdelingsleder i den britiske efterretningstjeneste MI6 og som sælger efterretningshemmeligheder. Bond skal begå to drab for at kunne få 00 (dobbelt nul)-status, hvilket vil give ham licens til at dræbe: først skal han dræbe Drydens medskyldige, Fisher, og derefter afdelingslederen. Den medskyldige bliver dræbt på et herretoilet og drabet er overgangen til visningen af navnene på filmens skuespillere med videre. I modsætning til andre Bond-film er starten af filmen inden teksterne filmet i sort-hvid, og scenen, hvor man ser James Bond gennem et pistolløb, er ændret så den er en del af handlingen. 
Bond rejser derefter til Madagaskar for at fange en international bombefremstiller, Mollaka. Efter en parkourjagt, der ender ved Nambutus ambassade, vælger Bond at dræbe Mollaka og sprænge ambassaden i luften for at undslippe. Det bliver optaget af ambassadens overvågningskameraer og efterfølgende udsendt til verdenspressen, hvilket gør Bonds chef i MI6, M, rasende. Bond har fået fat i Mollakas mobiltelefon og kan se, at der er blevet sendt en besked til den fra et hotel i Bahamas, hvilket får Bond til at tage dertil. På Bahamas kommer Bond på sporet af Alexander Dimitrios. Han arbejder for Le Chiffre, der er en skrupelløs finansmand, der laver forretninger med terrorister og tjener penge på at kunne forudse hvilke firmaer, der pludselig falder i værdi. I Bahamas vinder Bond en Aston Martin DB5 fra Dimitrios i et spil poker. Dimitrios kone, Solange, fortæller Bond at Dimitrios er på vej til Miami, og Bond tager derfor også dertil. I Miami dræber Bond Dimitrios og forhindrer derved Le Chiffres plan om at sprænge en prototype af et nyt passagerfly i lufthavnen, hvilket betyder, at Le Chiffre mister en masse penge.
For at få penge, arrangerer Le Chiffre en turnering i pokervarienten Texas Hold'em i Casino Royale i Montenegro. MI6 tilmelder Bond til turneringen i håb om, at han kan vinde penge fra Le Chiffre, som derved vil blive tvunget til at hjælpe den britiske regering som gengæld for at få beskyttelse fra sine kreditorer. Bond møder Mathis, der er hans kontakt i Montenegro, og Vesper Lynd, der arbejder for det britiske finansministerium (Her Majesty's Treasury). Vesper Lynd skal holde øje med Bonds 10 millioner dollars indsats i pokerturneringen. Bond mister alle sine penge, fordi han tror, at Le Chiffre bluffer, men tager fejl, og Vesper nægter at give Bond flere penge at spille for. I stedet giver Felix Leiter Bond penge, hvis bare CIA får lov til at få fat på Le Chiffre.
Bond vinder turneringen, men før CIA når at få fat i Le Chiffre, kidnapper han Vesper og lokker Bond til at deltage i en biljagt, der er tæt på at ende fatalt, og som medfører, at Bond også bliver kidnappet. Le Chiffre udsætter Bond for tortur ved gentagende gange at slå på hans testikler med et reb for at få Bond til at fortælle adgangskoden til kontoen med gevinsten fra pokerturneringen. Da det bliver klart for Le Chiffre, at Bond ikke vil fortælle det, vil Le Chiffre i stedet kastrere Bond, men inden han når at gøre det, ankommer Mr. White og dræber Le Chiffre og hans folk, men ikke Bond og Vesper.
Bond vågner op på et hospital ved Comosøen, og Mathis, som Le Chiffre havde antydet var dobbeltagent, bliver arresteret. Bond erklærer sin kærlighed til Vesper, og lover at forlade sit arbejde for ikke at miste sin menneskelighed. Da hun accepterer hans kærlighed, sender han sin opsigelse til M, og de to tager på en romantisk ferie til Venedig. Bond finder ud af, at pengene, der blev vundet i poker ikke er blevet sendt til det britiske finansministerium, og at Vesper har hævet pengene og taget dem med til et møde med en mystisk organisation. Bond skygger Vesper til en bygning, der er ved at blive renoveret, hvor han skyder hul i nogle beholdere, der holder bygningen oven vande, hvilket får bygningen til at synke i Canal Grande. Vesper siger undskyld til Bond og begår selvmord ved at låse sig inde i en elevator i bygningen, der synker under vandet. Bond forsøger at redde hende, og det lykkedes ham at åbne elevatoren og bringe Vesper til overfladen men for sent til at kunne redde hendes liv.
Mr. White, som står på en balkon på den modsatte side af kanalen, ser det og forlader stedet med pengene. Bond finder ud af, at MI6 mener, at Vesper havde lovet at give pengene til forbryderne mod ikke at lade Le Chiffre dræbe Bond. I Vespers mobiltelefon finder Bond telefonnummeret på Mr. White. På vej ind i en meget dyr villa modtager Mr. White et telefonopkald. En stemme siger "Mr. White? Vi skal tale sammen." Mens White spørger "Hvem er det?" bliver han skudt i benet. Da han har kravlet hen mod villaen, træder Bond frem med en maskinpistol i hånden og svarer på Whites spørgsmål med den berømte sætning: "Navnet er Bond, James Bond".

## Medvirkende
| - Daniel Craig som James Bond - Eva Green som Vesper Lynd - Mads Mikkelsen som Le Chiffre - Judi Dench som M - Jeffrey Wright som Felix Leiter - Giancarlo Giannini - Rene Mathis - Caterina Murino - Solange - Ivana Miličević - Valenka - Simon Abkarian - Alex Dimitrios - Isaach De Bankolé - Steven Obanno - Claudio Santamaria - Carlos - Jesper Christensen - Mr. White - Tobias Menzies - Villiers - Clemens Schick - Kratt - Emmanuel Avena - Leo - Joseph Millson - Carter | - Sebastien Foucan - Mollaka - Ludger Pistor - Mendel - Malcolm Sinclair - Dryden - Daud Shah - Fisher - Urbano Barberini - Tomelli - Charlie Levi Leroy - Gallardo - Tom So - Fukutu - ADE - Infante - Lazar Ristovski - Kaminofski - Tsai Chin - Madame Wu - Veruschka - Grafin Manstein (Heiress) - Daniel Andreas - Dealer (Salon Privee) - Carlos Leal - Tournament Director - Con O'Neil - John Bliss - Jurgen Tarrach - Schultz - Christina Cole - Club Receptionist |

To af filmseriens tilbagevendende karakterer, Q og Miss Moneypenny, optræder ikke i filmen Casino Royale. Dette skyldes, at i Ian Flemings første Bond-roman Casino Royale findes Q slet ikke, og Miss Moneypenny har kun få replikker.

## Modtagelse
Casino Royale fik en flot modtagelse både hos anmeldere og publikum. 150.000 danskere så filmen i løbet af premiere-weekenden, hvilket overgik nogen anden James Bond-premiere i Danmark.

## Fodnoter
1. ↑  Navnet er anført på engelsk og stammer fra Wikidata hvor navnet endnu ikke findes på dansk.
2. ↑  "Daniel Craig confirmed as 006th screen Bond". The Guardian. UK. 14. oktober 2005. Hentet 15. maj 2007.
3. ↑  Eon Productions (3. februar 2005). "James Bond 21 Is Casino Royale". MI6-HQ.com. Hentet 10. marts 2007.
4. ↑  Robey, Tim (12. januar 2011). "Sam Mendes may have problems directing new James Bond movie". The Daily Telegraph. London.
5. ↑  "IGN: Interview: Campbell on Casino Royale". IGN.com. IGN Entertainment, Inc. 19. oktober 2005. Hentet 22. marts 2007.
6. ↑  http://politiken.dk/kultur/article265248.ece Den mest sete film i Danmark i 2006